# Aquilino Bocos Merino
Aquilino Bocos Merino (* 17. května 1938 Canillas de Esgueva, Španělsko) je španělský římskokatolický kněz, který byl v letech 1991–2003 generálním představeným kongregace Klaretiánů.
Do kongregace vstoupil v mládí, kněžské svěcení přijal v roce 1963.
Dne 20. května 2018 papež František oznámil, že jej na konzistoři 29. června 2018 jmenuje kardinálem. V důsledku svého věku není od okamžiku své kreace počítán mezi kardinály-volitele.
Vzhledem ke kardinálské nominaci přijal biskupské svěcení 16. června 2018 z rukou kardinála Fernando Sebastiána Aguilara.